# میکله ماسیمو تارنتینی
میکله ماسیمو تارنتینی (ایتالیایی: Michele Massimo Tarantini؛ زادهٔ ۷ اوت ۱۹۴۲) کارگردان فیلم، فیلم‌نامه‌نویس و تدوین‌گر اهل ایتالیا است.
از فیلم‌های او می‌توان به سه ایتالیایی در ریو، یک زن، دو دوست، چهار عاشق، اگر انجامش بدی، توی دردسر می‌افتی، خامه، شکلات و… پاپریکا، معلم علوم تجربی، جووانی، خوش‌تیپ و احتمالاً ثروتمند، دختر دبیرستانی، خانم‌دکتر، ملوانان را بیشتر می‌پسندد، اعترافات یک پلیس زن، یک پلیس زن در جوخه هرزه‌ها، معلم مدرسه در خانه، راننده تاکسی، همسر در سفر… دل‌داده در شهر، همسر سفیدپوش… عاشق آتشین‌مزاج، آریزونا کلت بازمی‌گردد، خانم معلم و همه کلاس در ساحل، مددکار اجتماعی آتشین‌مزاج و یک پلیس زن در نیویورک اشاره کرد.